# Rangaeris longicaudata
Rangaeris longicaudata är en orkidéart som först beskrevs av Robert Allen Rolfe, och fick sitt nu gällande namn av Victor Samuel Summerhayes. Rangaeris longicaudata ingår i släktet Rangaeris och familjen orkidéer. Inga underarter finns listade i Catalogue of Life.